# Centroide
En geometría, el centroide o baricentro de un objeto {\displaystyle X} perteneciente a un espacio {\displaystyle n}-dimensional es la intersección de todos los hiperplanos que dividen a {\displaystyle X} en dos partes de igual n-volumen con respecto al hiperplano.

## Conceptos relacionados

Centroide de un triángulo, como intersección de las medianas del triángulo

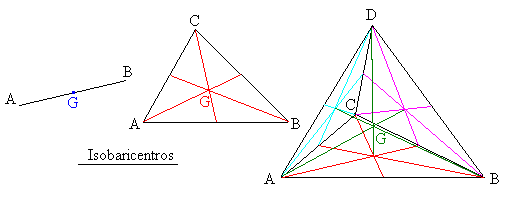
Baricentros, G, de una recta, un triángulo y un tetraedro

El centroide de un triángulo (también llamado baricentro) se encuentra en el punto donde se intersecan sus transversales de gravedad (líneas que unen un vértice con el punto medio del lado opuesto). Este punto es también el centroide de la superficie del triángulo.
- El baricentro o eje de masas de un segmento {A, B} se encuentra en el punto medio [A;B].

- El baricentro de un triángulo de vértices {A, B, C} se encuentra en la intersección de las tres medianas del triángulo. En ese mismo punto se encuentra también el baricentro de la superficie del triángulo [ABC].

- El baricentro de un tetraedro de vértices {A, B, C, D} es el centro de masas, si su densidad es uniforme. Corresponde al punto donde se cortan los segmentos que unen cada vértice con el isobaricentro de la cara opuesta.

Se puede generalizar lo anterior en cualquier dimensión.
La coincidencia del baricentro y el centro de masa permite localizar el primero de una forma sencilla. Si tomamos una superficie recortada en una cartulina y la sujetamos verticalmente desde cualquiera de sus puntos, girará hasta que el centro de gravedad (baricentro) se sitúe justamente en la vertical del punto de sujeción; marcando dicha vertical sobre la cartulina y repitiendo el proceso sujetando desde un segundo punto, encontraremos el baricentro en el punto de intersección.
El baricentro G de (A, a) y (B, b) con a y b cualesquiera, está ubicado en la recta (AB). Si a y b son ambos positivos, G pertenece al segmento [A,B]. En este caso los coeficientes a y b se pueden leer en el gráfico. Por ejemplo:
{\displaystyle {\overrightarrow {AG\,}}={5 \over 7}\,{\overrightarrow {GB\,}}\quad \Leftrightarrow \quad 7\,{\overrightarrow {AG\,}}=5\,{\overrightarrow {GB\,}}\quad \Leftrightarrow \quad 7\,{\overrightarrow {GA\,}}+5\,{\overrightarrow {GB\,}}={\vec {0}}}
y, por lo tanto, G = bar{(A, 7), (B, 5)}. Basta pues con permutar las longitudes del gráfico para obtener las masas de los puntos.
El baricentro G de tres puntos del espacio (A, a), (B, b) y (C, c) con a, b y c cualesquiera está ubicado en el plano (ABC). Si son todos positivos, G pertenece al triángulo ABC.
Por supuesto, estas propiedades se generalizan a todas las dimensiones.

## Centro de simetría
El centro de simetría de una figura geométrica es el centroide.
El centroide de un objeto o figura también puede definirse como un punto fijo del grupo de isometría de dicha figura. Para un objeto, figura limitada o región finita el grupo de isometría no incluye traslaciones y en ese caso si el grupo de isometría no es trivial, sus simetrías pueden determinar el centroide.
Sin embargo si para un objeto tiene alguna simetría traslacional el centroide no está definido, porque una traslación no tiene ningún punto fijo.